# 吴山 (宝鸡)

《欽定古今圖書集成》中的西镇吴山图

吴山，又名吴岳，中国五大镇山中之西镇，位于陕西省宝鸡市陈仓区新街镇内，距市区约40公里，属于陇山支脉。其南北长约13公里，东西宽约9公里，最高海拔2096米。被陕西省人民政府确立为省级森林公园。
隋文帝开皇十四年(公元594年)，皇帝下诏建立西镇祠；公元596年敕造吴山神庙，按礼制祭祀，并派专人管理；后历唐、宋、明、清各代均有修建。康熙四十二年，康熙皇帝御笔为吴山，赐颁“五峰挺秀”。 

## 延伸阅读
[在维基数据编辑]
 《欽定古今圖書集成·方輿彙編·山川典·吳山部》，出自陈梦雷《古今圖書集成》